# Henschel Hs 293

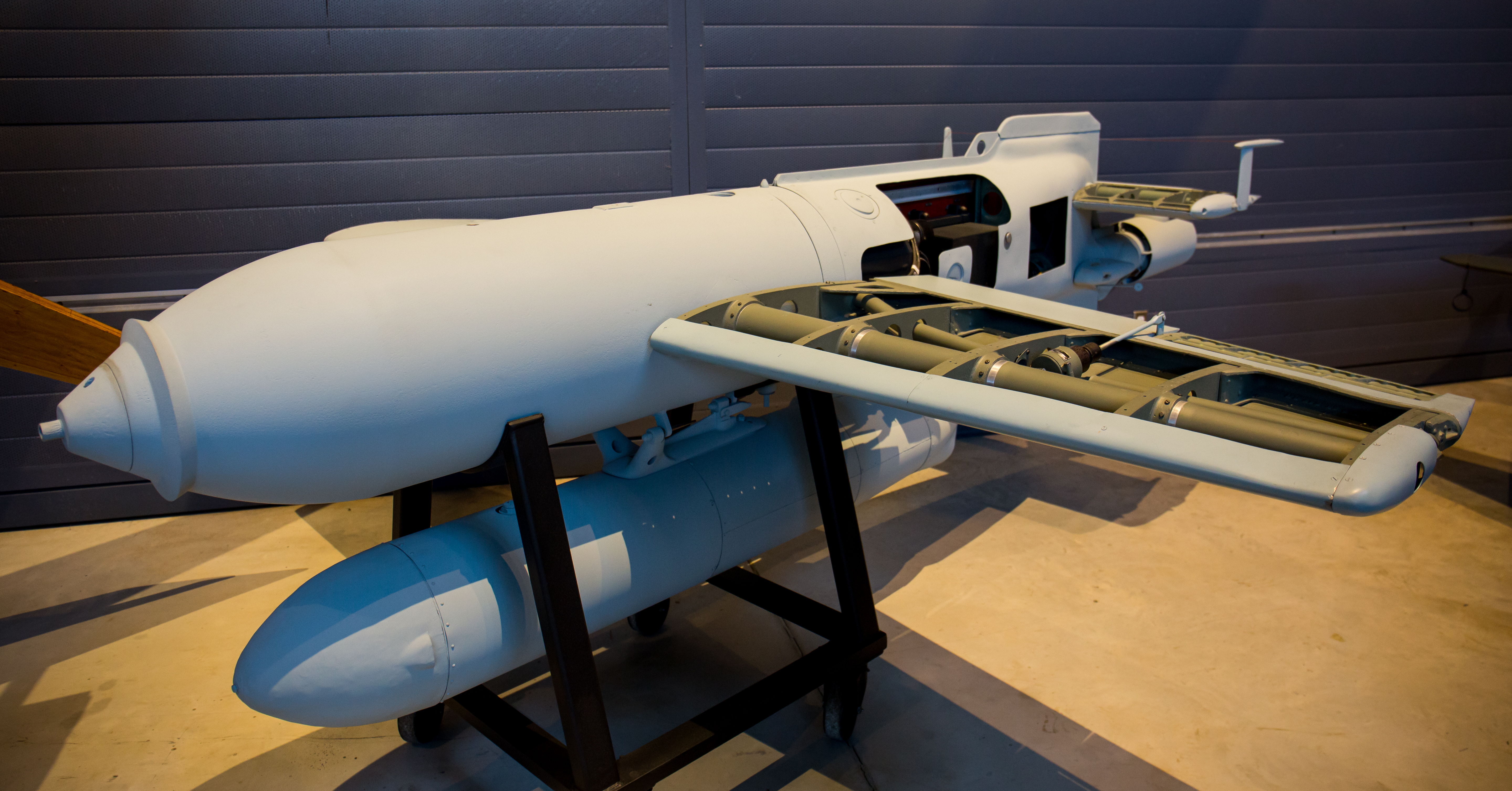
Henschel Hs 293

De Henschel Hs 293 was een Duitse geleide raket die vooral is gebruikt in de slag bij Anzio in januari 1944, Italië, tijdens de Tweede Wereldoorlog.
De Duitsers hadden altijd grote belangstelling getoond voor de ontwikkeling van nieuwe wapens. Op het terrein van geleide projectielen waren ze de geallieerden ver vooruit. De Henschel Hs 293 was een van de eerste Duitse geleide projectielen. Hij werd door een moedervliegtuig zoals de bommenwerper Heinkel He 111 gelanceerd en werd vervolgens radiografisch naar het doel geleid.
De Duitsers behaalden er meerdere successen mee bij Anzio. De Vliegende Bom kon een snelheid van ruim 600 km/h ontwikkelen en had een actieradius van 18 km. De springkop had bijna 200 kg massa en de bom had een lengte van 3,50 m.
Het was tevens de voorloper van de beruchte V-1 maar dit type had zijn straalbuis onderaan de bom. Het had twee korte zijvleugels en een eenbladvleugelrolroer met een korte verticale vleugel, om de bom ongehinderd daardoor, onderaan een bommenwerper te hangen. De bom had draaibare straalpijpen om correcties uit te voeren. Op de achtervleugel stonden antennes voor de radiobesturing.